# Myrica faya
Myrica faya Aiton è una pianta arbustiva della famiglia delle Myricaceae, endemica della Macaronesia.

## Distribuzione e habitat
La specie è presente nelle isole Canarie, a Madera e nelle Azzorre.
È una specie tipica della laurisilva.